# Easton Bavents
Easton Bavents – osada w Anglii, w hrabstwie Suffolk, w dystrykcie East Suffolk, w civil parish Reydon. Leży 47 km od miasta Ipswich. W 1961 roku civil parish liczyła 23 mieszkańców. Easton Bavents jest wspomniana w Domesday Book (1086) jako Estuna.